# Park Jung-Ah
Park Jung-Ah (en coreano: 박정아) es una deportista surcoreana que compitió en tiro con arco, en la modalidad de arco recurvo. Ganó dos medallas de plata en el Campeonato Mundial de Tiro con Arco al Aire Libre, en los años 1985 y 1987.

## Palmarés internacional
| Campeonato Mundial al Aire Libre | Campeonato Mundial al Aire Libre | Campeonato Mundial al Aire Libre | Campeonato Mundial al Aire Libre |
| Año                              | Lugar                            | Medalla                          | Prueba                           |
| -------------------------------- | -------------------------------- | -------------------------------- | -------------------------------- |
| 1985                             | Seúl (Corea del Sur)             | Medalla de plata                 | Equipo                           |
| 1987                             | Adelaida (Australia)             | Medalla de plata                 | Equipo                           |